# Sainte-Radégonde
Sainte-Radégonde ist eine französische Gemeinde mit 184 Einwohnern (Stand: 1. Januar 2022) im Département Vienne in der Region Nouvelle-Aquitaine (vor 2016 Poitou-Charentes); sie gehört zum Arrondissement Poitiers und zum Kanton Chauvigny.

## Geographie
Sainte-Radégonde liegt etwa 25 Kilometer südsüdöstlich von Châtellerault und etwa 27 Kilometer ostnordöstlich von Poitiers. Umgeben wird Sainte-Radégonde von den Nachbargemeinden Archigny im Norden und Westen, La Puye im Osten und Nordosten, Lauthiers im Osten und Südosten, Chauvigny im Süden und Südwesten.

## Bevölkerungsentwicklung
| Jahr                      | 1962 | 1968 | 1975 | 1982 | 1990 | 1999 | 2006 | 2013 |
| Einwohner                 | 258  | 229  | 195  | 184  | 168  | 163  | 146  | 161  |
| Quelle: Cassini und INSEE |      |      |      |      |      |      |      |      |

## Sehenswürdigkeiten
- Kirche Ste-Radégonde (siehe auch: Liste der Monuments historiques in Sainte-Radégonde)